# NG La Banda
NG La Banda est un groupe de musique cubain fondé par le flûtiste d'Irakere, José Luis Cortés, un des initiateurs du genre appelé timba. NG est l'acronyme de nueva generación (nouvelle génération). Le célèbre chanteur Issac Delgado chanta dans le groupe de 1988 à 1991.
NG La Banda joue du "son cubano" et du latin jazz, mais s'est fait connaître surtout grâce à la timba.
De nombreux chanteurs sont intervenus au sein du groupe : Tony Calá, Issac Delgado (qui a fait ensuite une carrière solo), Mariano Pérez Mena, Helito George, Jorge « El Gafas » Rodríguez (qui a continué avec Bamboleo), Paulito FG, Manolín "El Médico de la salsa", Yeni Valdés (de 1997 à 2001, elle prendra la place de Pedro Calvo au sein de Los Van Van), Mónica Mesa (ex-chanteuse d'Azúcar Negra), Pedro Calvo,  Tirso Duarte (ex-chanteur de La Charanga Habanera)...

## Discographie
- 1988 No Te Compliques
- 1989 En la calle
- 1990 No Se Puede Tapar el Sol
- 1992 NG En La Calle Otra Vez (and other mysteries)
- 1993 NG En Vivo
- 1993 Échale Limón
- 1993 Para Curaçao
- 1994 La Que Manda
- 1994 La Bruja
- 1995 En Directo Desde el Patio de Mi Casa
- 1996 De Allá Pa’ Acá
- 1996 La Cachimba
- 1998 Veneno
- 2000 Baila Conmigo